# Vol Flagship Airlines 3379
Le 13 décembre 1994, un British Aerospace Jetstream 32 effectuant le vol Flagship Airlines 3379, reliant l'aéroport international Piedmont Triad à l'aéroport international de Raleigh-Durham en Caroline du Nord, s'écrase lors de l'exécution d'une approche interrompue, tuant les deux pilotes ainsi que treize passagers. Cinq passagers survivent avec des blessures graves.
Le Conseil national de la sécurité des transports américain (NTSB) porte la responsabilité de l'accident sur le commandant de bord, qui a mal interprété un voyant d'alerte lors de la phase d'atterrissage, pensant qu'un moteur était tombé en panne. Les pilotes ont laissé la vitesse de l'avion diminuer jusqu'à ce qu'il entre dans un décrochage aérodynamique avant de heurter des arbres et de s'écraser à quelques kilomètres de l'aéroport. Ces derniers n'ont pas suivi les procédures adéquates pour la remise de gaz et la sortie du décrochage. La compagnie aérienne a également été accusée de ne pas avoir identifié et corrigé les lacunes dans les performances et la formation du commandant de bord, qui avait pourtant accumulé un dossier médiocre au cours de sa carrière.

## Contexte

### Avion

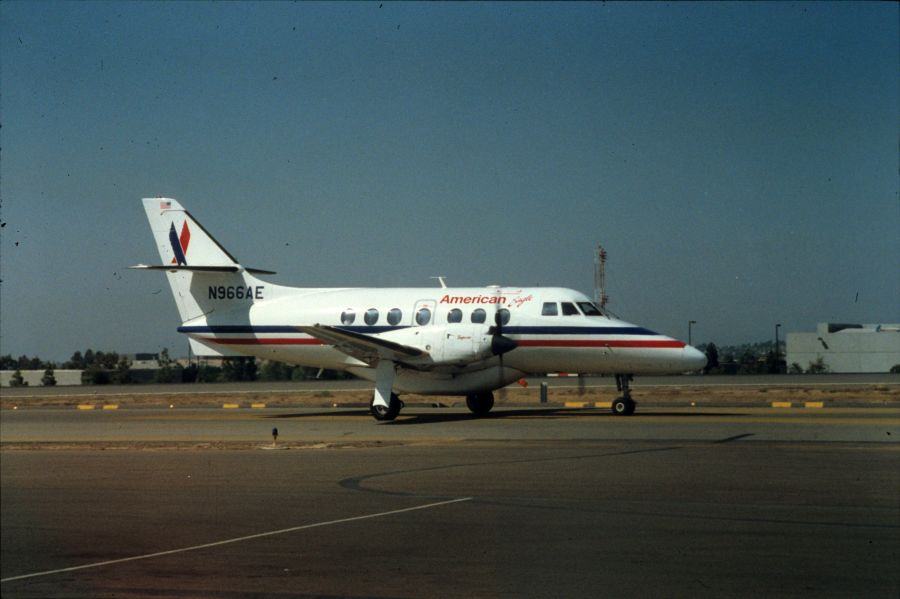
Un British Aerospace Jetstream 32 d'American Eagle (N966AE), ici photographié en octobre 1993.

L'avion impliqué est un British Aerospace Jetstream 32-01 âgé de trois ans, numéro de série 918 et immatriculé N918AE. Il est propulsé par deux turbopropulseurs Garrett TPE331 et cumule près de 6 577 heures de vol au moment de l'accident.

### Équipage

#### Commandant de bord
L'équipage du vol 3379 se compose uniquement des deux pilotes, aucun membre du personnel de cabine ne se trouvant à bord. Le commandant de bord Michael Hillis, âgé de 29 ans, possède 3 499 heures de vol à son actif, dont 457 heures sur Jetstream 32. Il commence sa carrière de pilote de ligne en janvier 1990, travaillant pour la compagnie aérienne Comair sur des appareils de type Saab 340. Pendant cette période, plusieurs instructeurs s'inquiètent régulièrement quant à ses compétences de vol,. En avril 1990, quelques mois seulement après son recrutement, un instructeur note à son sujet qu'il « devient distrait [lorsqu'il] est contrarié par ses performances ». Dans le même temps, d'autres instructeurs le décrivent comme une personne « d'humeur changeante et imprévisible ». À la suite de cela, une recommandation de licenciement est transmise à la direction de la compagnie, qui le laisse finalement démissionner au début de l'année 1991. Il est par la suite embauché par Flagship Airlines dès janvier de la même année. Son dossier de vol décrivant ses compétences et les remarques des instructeurs n'est toutefois pas transmis à son nouvel employeur. Il est alors formé sur Jetstream 32 et, après plusieurs échecs, devient commandant de bord en janvier 1994. Au cours de cette année, plusieurs copilotes s'inquiètent de ses « lacunes de pilotage », l'un d'entre eux déclarant même à des instructeurs de la compagnie être « réticent à voler » avec lui.

#### Copilote
L'officier pilote de ligne Matthew Sailor, âgé de 25 ans, travaille pour Flagship Airlines depuis décembre 1993 et cumule 3 452 heures de vol, dont 677 sur Jetstream 32. Habituellement basé à Miami, en Floride, il est temporairement affecté à la base de la compagnie à l'aéroport international de Raleigh-Durham pour assurer les vols du mois de décembre 1994. Il est décrit par ses collègues comme un pilote « au-dessus de la moyenne ».

### Conditions météorologiques
Le soir du 13 décembre 1994, les conditions météorologiques forment du brouillard avec de la pluie légère et une température d'environ 3 °C. Le ciel est couvert, le plafond de la couche nuageuse se trouvant à 500 pieds (152 mètres) et la visibilité à environ 3,2 kilomètres. En dehors d'un givrage léger présent à haute altitude aux alentours de l'aéroport, les conditions sont décrites comme « stables, constantes et calmes ».

## Déroulement du vol
L'itinéraire de vol de l'aéroport international Piedmont Triad, près de Greensboro dans le comté de Guilford, en Caroline du Nord, vers l'aéroport international de Raleigh-Durham, dans le même État, est d'environ 110 kilomètres, pour une durée de vol d'environ 35 minutes. 
À 17 h 53 heures normales de l'Est, le vol Flagship Airlines 3379 quitte la porte d'embarquement, légèrement en retard de huit minutes en raison d'un problème de masse et centrage qui a nécessité le déplacement de deux bagages de la soute vers la cabine. Dix minutes plus tard, l'avion décolle de l'aéroport Piedmont Triad puis monte à une altitude de croisière de 9 000 pieds (2 740 mètres). Après une phase de croisière d'environ quinze minutes, les pilotes contactent le contrôle d'approche de Raleigh à 18 h 14 et reçoivent l'instruction de réduire la vitesse à 180 nœuds (330 km/h) et de descendre à 6 000 pieds (1 830 mètres). Les pilotes contactent ensuite le contrôle d'approche finale à 18 h 25 puis réduisent la vitesse de l'avion à 170 nœuds (315 km/h) et descendent à 3 000 pieds (915 mètres). À 18 h 28, le contrôleur informe les pilotes de la présence d'un Boeing 727 devant eux et leur demande d'être vigilant quant à la possibilité de turbulence de sillage. Deux minutes plus tard, il demande aux pilotes de tourner à gauche et de rejoindre la trajectoire d'alignement de la piste à ou au-dessus de 2 100 pieds (640 mètres) pour une approche ILS sur la piste 5L. 
Peu de temps après avoir reçu l'autorisation d'atterrir à 18 h 32, un voyant d'alerte du moteur n°1 s'allume dans le poste de pilotage à la suite d'une condition momentanée de couple négatif lorsque les manettes de vitesse de l'hélice étaient avancées à 100 % et que les manettes de puissance étaient au ralenti. Dès lors, le commandant Hillis soupçonne une extinction du moteur, comme le suggère le voyant, mais ne vérifie pas ses paramètres de vol, qui indiquent pourtant un fonctionnement parfaitement normal des moteurs. Après hésitation, il décide finalement d'exécuter une approche interrompue. 

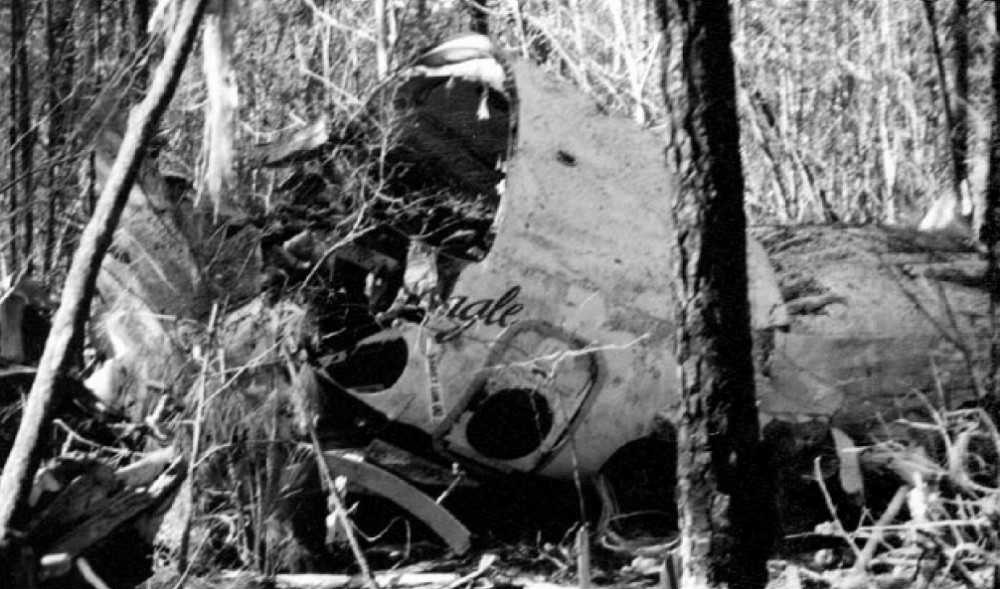
Photographie d'une section de l'appareil accidenté.

Rapidement, la vitesse de l'avion diminue à 122 nœuds (226 km/h) et deux avertissements de décrochage retentissent alors que le commandant demande la puissance maximale. Pensant que le moteur n°1 ne fonctionne plus, celui-ci augmente au maximum la puissance du moteur n°2. À une altitude de 1 800 pieds (550 mètres), l'avion entre dans un virage prononcé à gauche, la vitesse continuant de diminuer à 103 nœuds (191 km/h), ce qui déclenche plusieurs avertissements de décrochage. Le taux de descente augmente ensuite rapidement à plus de 10 000 pieds par minute (3 048 mètres par minute). L'avion heurte finalement des arbres et s'écrase à environ 7,4 kilomètres (4 milles nautiques) au sud-ouest du seuil de la piste 5L à 18 h 34. Sept personnes survivent initialement à l'accident, mais deux d'entre elles décèdent peu après leur arrivée à l'hôpital. Ainsi, quinze personnes, dont les deux pilotes, meurent dans l'accident, qui ne laisse que cinq survivants grièvement blessés. 

## Enquête

### Premières constatations

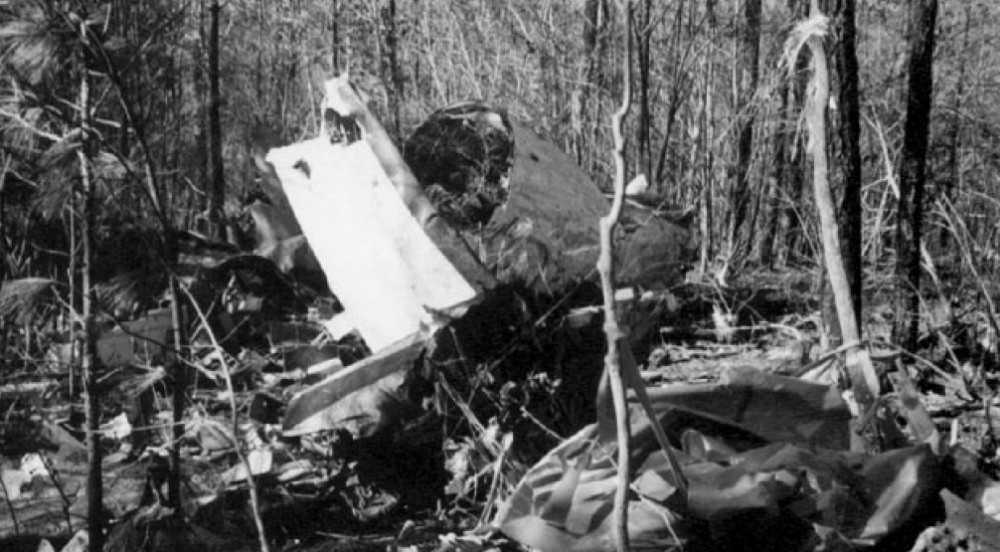
Des débris de l'avion éparpillés sur le sol.

Après l'accident, une équipe du Conseil national de la sécurité des transports américain (NTSB) se rend sur place dans le cadre de l'enquête technique. Les premiers résultats de l'analyse du spectre sonore de l'enregistreur phonique (CVR) n'indiquent, contrairement à ce que laisse penser les discussions des pilotes, aucune défaillance et aucun ralentissement du régime des deux moteurs durant le vol. De plus, l'examen physique des moteurs révèlent qu'ils fonctionnaient parfaitement lors de l'impact.

### Conclusion
Le 24 octobre 1995, le Conseil national de la sécurité des transports américain (NTSB) publie son rapport final sur l'accident. Celui-ci est imputé au commandant de bord Michael Hillis, qui a mal interprété un voyant d'alerte lors de la phase d'atterrissage, pensant qu'un moteur était tombé en panne. Ce dernier n'a pas suivi les procédures approuvées pour une approche en cas de panne moteur ainsi que pour la remise de gaz et la sortie de décrochage. Dans le même temps, la direction de Flagship Airlines est accusée de ne pas avoir identifié, surveillé et corrigé les lacunes dans les performances et la formation du commandant de bord, qui avait pourtant accumulé un dossier médiocre au cours de sa carrière.

## Médias
L'accident a fait l'objet d'un épisode dans la série télévisée Air Crash nommé « Turbo défaillant » (saison 22 - épisode 9).

### Rapport final, National Transportation Safety Board, 1995
1. 1 2  NTSB 1995, p. 11.
2. ↑  NTSB 1995, p. 5-6.
3. 1 2 3  NTSB 1995, p. 6.
4. 1 2 3  NTSB 1995, p. 7.
5. ↑  NTSB 1995, p. 5.
6. ↑  NTSB 1995, p. 8-9.
7. ↑  NTSB 1995, p. 9.
8. 1 2 3  NTSB 1995, p. 10.
9. 1 2  NTSB 1995, p. 1, 17.
10. ↑  NTSB 1995, p. 18.
11. 1 2 3 4 5 6  NTSB 1995, p. 2.
12. 1 2 3 4 5  NTSB 1995, p. 3.
13. ↑  NTSB 1995, p. 26.
14. ↑  NTSB 1995, p. 5, 25-26.
15. ↑  NTSB 1995, p. 22.
16. ↑  NTSB 1995, p. 23.

### Autres sources
1. 1 2  (en) Matthew L. Wald, « Pilot In A Crash Had Low Ratings » [« Le pilote impliqué dans un accident avait de faibles évaluations »] , sur nytimes.com, The New York Times, 14 avril 1995 (consulté le 12 mars 2022).
2. ↑  (en) Eric Malnic, « Engine Failed Before Crash in N. Carolina, NTSB Says : Aviation: ‘Black box’ records cockpit discussion of flameout and picks up a warning tone. Five survivors of 20 aboard remain hospitalized » [« Le moteur est tombé en panne avant l'accident en Caroline du Nord, selon le NTSB : La « boîte noire » enregistre la discussion du cockpit sur l'extinction et capte un son d'avertissement. Les cinq survivants sur les 20 personnes à bord restent hospitalisés »] , sur latimes.com, Los Angeles Times, 15 décembre 1994 (consulté le 12 mars 2022).
3. ↑  (en) Robert L. Jackson et Judy Pasternak, Associated Press, « American Eagle Plane Crashes in N.C.; 15 Killed » [« Un avion d'American Eagle s'écrase en Caroline du Nord ; 15 tués »] , sur latimes.com, Los Angeles Times, 14 décembre 1994 (consulté le 12 mars 2022).
4. ↑  (en) Internet Movie Database, « Dangers dans le ciel : Turboprop Terror », sur imdb.com (consulté le 12 mars 2022).